# Nidhas Trophy 2017/18
Die Nidahas Trophy 2017/18 war ein Drei-Nationen-Turnier, das vom 6. bis zum 18. März 2018 in Sri Lanka im Twenty20-Cricket ausgetragen wurde. Bei dem zur internationalen Cricket-Saison 2017/18 gehörenden Turnier nahmen neben dem Gastgeber die Mannschaften aus Indien und Bangladesch teil. Im Finale konnte sich Indien mit 4 Wickets gegen Bangladesch durchsetzen.

## Vorgeschichte
Sri Lanka und Bangladesch spielten direkt zuvor eine Tour in Bangladesch, die Sri Lanka mit 1–0 in der Test-Serie und 2–0 in der Twenty20-Serie gewann. Indien spielte zuvor einen Tour in Südafrika.

## Format
In einer Vorrunde spielte jede Mannschaft gegen jede zweimal. Für einen Sieg gab es zwei Punkte, für ein Unentschieden oder eine Absage einen. Die beiden Gruppenersten qualifizierten sich für das Finale und spielten dort um den Turniersieg.

## Stadien
Das folgende Stadion wurde für den Wettbewerb als Austragungsort vorgesehen.
| Stadion                    | Stadt   | Kapazität |
| -------------------------- | ------- | --------- |
| R. Premadasa Stadium (RPS) | Colombo | 35.000    |

## Kaderlisten
Indien benannte seinen Kader am 25. Februar 2018.
Bangladesch benannte seinen Kader am 26. Februar 2018.
Sri Lanka benannte seinen Kader am 28. Februar 2018.
| Twenty20 | Twenty20 | Twenty20 |
| Sri Lanka | Bangladesch | Indien |
| --- | --- | --- |
| - Dinesh Chandimal (K, wk) - Suranga Lakmal (VK) - Amila Aponso - Dushmantha Chameera - Akila Dananjaya - Dhananjaya de Silva - Danushka Gunathilaka - Jeevan Mendis - Kusal Mendis - Kusal Perera (wk) - Thisara Perera - Nuwan Pradeep - Dasun Shanaka - Upul Tharanga - Isuru Udana | - Shakib Al Hasan (K) - Mahmudullah (VK) - Abu Hider - Abu Jayed - Ariful Haque - Imrul Kayes - Litton Das - Mehedi Hasan - Mushfiqur Rahim (wk) - Mustafizur Rahman - Nazmul Islam - Nurul Hasan - Rubel Hossain - Sabbir Rahman - Soumya Sarkar - Tamim Iqbal - Taskin Ahmed | - Rohit Sharma (K) - Shikhar Dhawan (VK) - Yuzvendra Chahal - Deepak Hooda - Dinesh Karthik (wk) - Manish Pandey - Rishabh Pant (wk) - Axar Patel - KL Rahul - Suresh Raina - Vijay Shankar - Mohammed Siraj - Washington Sundar - Shardul Thakur - Jaydev Unadkat |

## Spiele

### Vorrunde
Tabelle
| Teams       | Sp. | S | N | R | NR | Punkte | NRR    |
| ----------- | --- | - | - | - | -- | ------ | ------ |
| Indien      | 4   | 3 | 1 | 0 | 0  | 6      | +0.377 |
| Bangladesch | 4   | 2 | 2 | 0 | 0  | 4      | −0.293 |
| Sri Lanka   | 4   | 1 | 3 | 0 | 0  | 2      | −0.085 |

Sieg: 2 Punkte; Remis:  Punkte
Spiele
| 6. März Scorecard | Colombo (RPS) | Indien 174-5 (20)               | – | Sri Lanka 175-5 (18.3) |
|                   |               | Sri Lanka gewinnt mit 5 Wickets |   |                        |

| 8. März Scorecard | Colombo (RPS) | Bangladesch 139-8 (20)       | – | Indien 140-4 (18.4) |
|                   |               | Indien gewinnt mit 6 Wickets |   |                     |

| 10. März Scorecard | Colombo (RPS) | Sri Lanka 214-6 (20)              | – | Bangladesch 215-5 (19.4) |
|                    |               | Bangladesch gewinnt mit 5 Wickets |   |                          |

| 12. März Scorecard | Colombo (RPS) | Sri Lanka 152-9 (19/19)      | – | Indien 153-4 (17.3) |
|                    |               | Indien gewinnt mit 6 Wickets |   |                     |

| 14. März Scorecard | Colombo (RPS) | Indien 176-3 (20)          | – | Bangladesch 159-6 (20) |
|                    |               | Indien gewinnt mit 17 Rins |   |                        |

| 16. März Scorecard | Colombo (RPS) | Sri Lanka 159-7 (20)              | – | Bangladesch 160-8 (19.5) |
|                    |               | Bangladesch gewinnt mit 2 Wickets |   |                          |

Der bangladeschische Kapitän Shakib Al Hasan und sein Teamkollege Nurul Hasan wurden aufgrund von Vorfällen, in denen von außen ins Spiel eingegriffen wurde, mit einer Geldstrafe belegt.

### Finale
| 18. März Scorecard | Colombo (RPS) | Bangladesch 166-8 (20)       | – | Indien 168-6 (20) |
|                    |               | Indien gewinnt mit 4 Wickets |   |                   |